# Єжи Сосновський
Єжи Ксаверій Францішек Сосновський (нар. 3 або 4 грудня 1896 у Львові, австрійська Галичина, пом. після 1 вересня 1939) — майор Секції II ("Dwójka") польського Генерального штабу та польський розвідник у Веймарській республіці та нацистській Німеччині (1926–1934), де він використовував псевдоніми Георг фон Наленч-Сосновський та Ріттер фон Налец.
У Радянському Союзі він був відомий як Юрек Сосновський. Деякі джерела називають його Станіславом Сосновським.

## Молодість
Єжи Сосновський народився в заможній родині. Його батько був інженером і власником будівельної компанії у Львові, столиці Галичини в Австро-Угорській імперії в той час.
У серпні 1914 року Єжи Сосновський вступив до польської піхотної дивізії 1-го легіону австрійської армії, а наприкінці того ж року був переведений до кавалерійської офіцерської академії в Голіцах. Після закінчення навчання його відправили на Східний фронт. Пізніше закінчив кулеметні курси, а в березні 1918 року — авіаційні курси у Терезіанській військовій академії у Вінер-Нойштадті.
Після відновлення незалежності Польщі в листопаді 1918 року Сосновський приєднався до новоствореної польської армії. Він з відзнакою воював у польсько-радянській війні, бувши солдатом 8-го уланського полку князя Юзефа Понятовського. Отримавши звання ротмістра, він став командиром кінного ескадрону 8-го полку. Сосновський був чудовим вершником, брав участь у міжнародних змаганнях у Парижі та Берліні.

## Розвідувальна діяльність
У 1926 році Сосновський, за порадою свого друга, капітана Мар’яна Ходацького, став членом Другого відділу польського генерального штабу. Цей відділ займався військовою розвідкою та організацією шпигунської діяльності. Після закінчення курсу навчання  його відправили до Берліна, де він став директором відділу «Ін-3» польської розвідки.
Прибувши до столиці Німеччини, Сосновський представляв себе польським бароном Ріттером фон Налечем, який вкрай не любив Юзефа Пілсудського і хотів тісно співпрацювати з Німеччиною. Крім того, він видавав себе себе за затятого антикомуніста і члена таємної антибільшовицької військової організації.
Молодий і вродливий «барон» швидко здобув популярність у берлінських світських колах  і закрутив роман із баронесою Бенітою фон Фалькенгайн, яка була родичкою Еріха фон Фалькенгайна, колишнього начальника Генерального штабу Імперської армії Німеччини. У грудні 1926 року він переконав її співпрацювати з польською розвідкою, оскільки вона, завдяки своїм зв’язкам, мала детальні відомості про німецький генштаб.
Невдовзі Сосновському вдалося заручитися послугами Гюнтера Рудлоффа, офіцера берлінського відділення Абверу. Рудлофф погодився на співпрацю, оскільки заборгував поляку значну суму грошей.
Швидкі успіхи Сосновського викликали тимчасові підозри серед офіцерів Другого відділу Генерального штабу у Варшаві, проте його наступні кроки виявилися настільки вражаючими, що переконали польське командування в його професіоналізмі. Серед агентів, які працювали на польського шпигуна, були Ірен фон Єна зі штаб-квартири Рейхсверу (Reichswehrministerium) та Рената фон Натцмер з того ж відомства. Оскільки фон Єна ненавиділа поляків, Сосновський спершу представився їй як британський журналіст на ім’я Грейвс, а згодом розкрив своє справжнє ім’я. До кола його агентів також входили Лотта фон Леммель та Ізабель фон Таушер, які працювали у штаб-квартирі Рейхсверу. Деякі з цих жінок, зокрема фон Фалькенгайн і фон Натцмер, були також його коханками.
Усі агенти надавали полякам дуже корисні документи. У 1929 році Сосновський за допомогою Ренати фон Натцмер отримав копію військової гри проти Польщі під назвою Organisation Kriegsspiel. Він вимагав за документ 40 000 німецьких марок, але його варшавське начальство відмовилося платити таку суму, вважаючи, що інформація, надана Сосновським, насправді була німецькою дезінформацією, а сам Сосновський уклав таємну угоду з фон Нацмером. Ріттер фон Налец знизив ціну вдвічі і, зрештою, безкоштовно відправив усі документи до Варшави. Проте поляки цими документами не скористалися.
Вважається, що до 1934 року офіс Ін-3 під керівництвом Сосновського, який базувався в польському посольстві в Берліні, був найкращим серед усіх закордонних підрозділів польської розвідки. Водночас його діяльність оцінювали як дуже витратну, адже вона обходилася приблизно в 2 мільйони злотих.

## Арешт і повернення до Польщі
Восени 1933 року Абвер виявив польську агентурну мережу, ймовірно, через зраду подвійного агента лейтенанта Юзефа Грифа-Чайковського, який раніше займав посаду Сосновського в Берліні. Крім того, німецька актриса Марія Крузе, ще одна коханка Сосновського, ненавмисно допомогла Абверу провести цю операцію.
Гестапо заарештувало Сосновського 27 лютого 1934 року під час вечірки в квартирі на вулиці Лютзовуфер, 36. Протягом наступних днів було затримали ще кількох людей, зокрема Беніту фон Фалькенгайн, Ренату фон Натцмер та Ірен фон Єна. Гюнтеру Рудлоффу вдалося уникнути арешту, оскільки він заявив, що завдяки співпраці з поляком йому вдалося отримати корисну розвідувальну інформацію. Однак згодом німці дізналися про діяльність Рудлоффа, і опинившись під загрозою смертної кари, він вчинив самогубство 7 липня 1941 року.
Судові процеси розпочалися в лютому 1935 року. 16 лютого фон Фалькенгайна і фон Натцмера засудили до смертної кари, а пізніше обезголовили, а Сосновського та фон Єну засудили до довічного ув'язнення. Сам Сосновський був шокований смертю своїх коханок, про що цитував Time у номері за 17 серпня 1936 року: «Мене переслідує смерть тих жінок. Доки мене не звільнили під час обміну полоненими, я 14 місяців не бачив жодного людського обличчя. Їжу мені передавали охоронці через люк. Трагічна смерть тих двох — моїх колишніх товаришок — не дає мені спокою ні вдень, ні вночі, і я лише можу молитися за спокій їхніх душ».
Згідно з деякими джерелами, Беніта фон Фалькенгайн хотіла вийти заміж за Сосновського, щоб врятуватися, отримавши польський паспорт, але Адольф Гітлер, як кажуть, зірвав цю спробу.
Агента звільнили у квітні 1936 року, обмінявши його на трьох німецьких шпигунів, затриманих у Польщі. Оскільки польське керівництво завжди сумнівалося в Сосновському та його успіхах, йому пред'явили звинувачення в шахрайстві й державній зраді, а також піддали домашньому арешту. Суд над ним розпочався 29 березня 1938 року у Військовому окружному суді у Варшаві. Сосновський заперечував усі звинувачення, але 17 червня 1939 року його визнали винним у державній зраді та співпраці з Німеччиною і засудили до 15 років ув'язнення та штрафу в ромірі 200 000 злотих. Він мав намір оскаржити це рішення, але початок Другої світової війни зробив це неможливим.

## Друга світова війна
Подальша доля Сосновського залишається невідомою. Згідно з одним повідомленням, на початку вересня 1939 року його евакуювали на схід із в’язниці, і 16 або 17 вересня він був застрелений тюремною охороною поблизу Бжеща над Бугом або Яремче.
В іншому звіті стверджується, що Сосновського дійсно розстріляли, але він вижив і згодом був захоплений НКВД. Його заарештували 2 листопада 1939 року і за наказом Павла Судоплатова перевезли до Луб'янської в'язниці в Москві. Там після переговорів з офіцерами радянської розвідки він погодився на співпрацю. Він нібито працював експертом у польських та німецьких справах і, серед іншого, брав участь у допитах генерала Мечислава Борути-Спєховича.
Після початку німецько-радянської війни Сосновський, ставши агентом НКВД, викладав у шпигунській школі в Саратові, де в 1943 році отримав звання полковника. Того ж року його нібито перевели до окупованої німцями Польщі, де він співпрацював з комуністичною Народною армією. У вересні 1944 року, під час Варшавського повстання, він нібито опинився у Варшаві, де ймовірно загинув. Іван Сєров стверджував, що Сосновського розстріляла Армія Крайова в 1944 році, але Павло Судоплатов у 1958 році заявив, що Сосновського стратили у 1945 році за наказом Микити Хрущова. Деякі російські джерела припускають, що він помер у 1942 році в Саратові під час голодування.

## Дивіться також
- Польський внесок у Другу світову війну